# Postaje Križnoga puta
Postaje Križnoga puta (lat. Via crucis ili Via Dolorosa) su mjesta na kojima se Krist, idući na Golgotu, zaustavljao. 
Potkraj srednjega vijeka, pod franjevačkim utjecajem, na Zapadu se uvelo štovanje Križnoga puta u obliku niza zastajališta u crkvenom brodu (lađi), ili vani uz kakav put, a svaka je postaja bila obilježena likovnim prikazom nekoga od mnogih događaja izvornoga puta, te bi se uz njih izgovarale molitve. Isprva je bilo sedam postaja, ali ih je poslije postalo četrnaest, kako je ostalo do dana današnjega.
Postaje su se isprva štovale u skladu s prizorima opisanima u evanđeljima kad govore o putu na Kalvariju (Isusovo suđenje, Šimun Cirenac koji mu pomaže nositi križ, Isusovo svlačenje, pribijanje na križ, smrt na križu i polaganje u grob), a potom su nadodane i druge koje se ne spominju u Bibliji, već su u pobožnost unijete iz tradicije različitih krajeva. Među njima su: Krist pada pod teretom križa (tri puta), susreće majku i sv. Veroniku, te mrtav biva položen na majčine ruke.
Veliki promicatelj pobožnosti križnoga puta u Europi bio je sveti Leonardo Portomauricijski.
| Portal:Kršćanstvo | Portal: Kršćanstvo |